# Roundup (Montana)
Pour les articles homonymes, voir Roundup (homonymie).
La ville de Roundup est le siège du comté de Musselshell, situé dans l’État du Montana, aux États-Unis. Sa population s’élevait à 1 788 habitants lors du recensement de 2010, estimée à 1 857 habitants en 2017.

## Démographie
| Groupe            | Roundup | Montana | États-Unis |
| ----------------- | ------- | ------- | ---------- |
| Blancs            | 95,7    | 89,4    | 72,4       |
| Métis             | 2,4     | 2,5     | 2,9        |
| Amérindiens       | 1,3     | 6,3     | 0,9        |
| Afro-Américains   | 0,3     | 0,4     | 12,6       |
| Autres            | 0,2     | 0,7     | 6,4        |
| Asiatiques        | 0,1     | 0,6     | 4,8        |
| Total             | 100     | 100     | 100        |
|                   |         |         |            |
| Latino-Américains | 4,1     | 2,9     | 16,7       |

Selon l’American Community Survey pour la période 2011-2015, 97,27 % de la population âgée de plus de cinq ans déclare parler l'anglais à la maison, 1,28 % déclare parler le tagalog, 0,84 % l'allemand, 0,61 % une autre langue.

## Aéroport
La ville de Roundup dispose d'un aéroport public à 4km du centre d'affaire.